# مخطط الفئة
مخطط الصنف أو الفئة (بالإنجليزية: Class Diagram)‏ هو من أحد أنواع مخططات الفئة في  لغة النمذجة الموحدة (UML) سهل الرسم نسبيا، هو نوع من ثابت هيكل الرسم التي تصف بنية النظام من خلال إظهار طبقات النظام، وخصائصها، والعمليات والعلاقات بين الكائنات
المقدمة

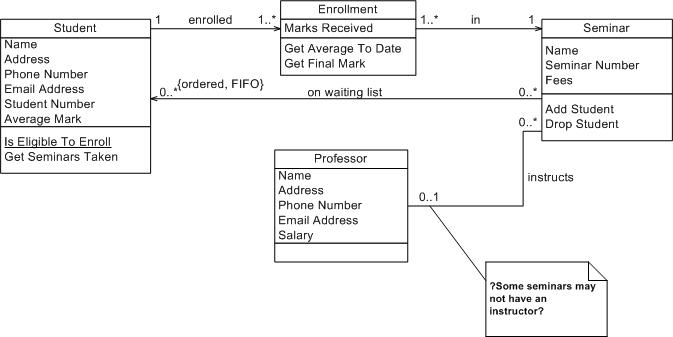
class digram

تعتبر مرحلة التصميم أهم مرحلة في دورة حياة النظام حيث أنها توضح العلاقات في النظام وطبيعة عملها وهيكلتها وطبيعة العلاقات فيما بينها، بحيث تسهل عملية تنفيذها في المرحلة التالية وهي مرحلة التنفيذ (Implementation).
وحتى تكون عميلة تكون تصميم النظام سهلة على الأشخاص الذين سوف يطلعون على النظام لاحقاً لتعديله أو تطويره وسوف يتم أستخدام عدد من المخططات منها

## التركيب

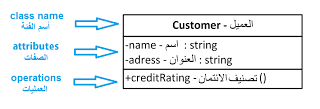
class digrams structure

مرحلة التصميم أهم مرحلة في دورة حياة النظام حيث أنها توضح العلاقات في النظام وطبيعة عملها وهيكلتها وطبيعة العلاقات فيما بينها بحيث تسهل عملية تنفيذها في الرحلة الثانية وهي مرحلة التنفيذ

## العلاقات
مخططات الفئة " Class Diagrams " أيضا تقوم بعرض العلاقات مثل الاحتواء " Containment " والورثة " Inheritance ", والتجميع " Associations " وأشياء أخرى وهذا مثال على وجود علاقة ترابطية " Associative Relationship " هي العلاقة الأكثر شيوعا في مخطط الفئة " Class Diagrams " الارتباط " Associations " يوضح العلاقة بين نماذج الفئات " Instances Of Classes " على سبيل المثال فئة الطلب " Class Order " ترتبط مع الفئة العملاء " Class Customer ". تعدد الارتباطات " Multiplicity Of The Association " يدل على عدد من الكائنات " Objects " التي يمكن انا تشارك في العلاقة. على سبيل المثال يمكن ان يرتبط كائن الطلب " Order Object " بعميل واحد فقط ولكن يمكن ان يرتبط عميل واحد بطلبات كثيرة. 
العلاقة أخرى مشتركة في مخططات الفئة " Class Diagrams " وهي التعميم " Generalization " ويستخدم التعميم عندما يكون فئتين متشابهتين ولكن توجد بعض الأختلافات. انظروا غلى التعميم " Generalization " التالي:
في هذا المثال الفئة الشركة العملية " Corporate Customer " وفئة العميل الفردي " Personal Customer " لديهم بعض التشابه مثل الاسم والعنوان ولكن كل فئة لديها بعض من الصفات " Attributes " الخاصة بها والعمليات " Operations ". فئة العميل " Class Customer " هو شكل عام لفئة العملاء على حد السواء الشركة العميلة " Corporate Customer " والعميل الفردي " Personal Customer ". وهذا ما يسمح للمصممين بمجرد استخدام لفئة العملاء " Class Customer " ولا يحتاجون إلى عرض لكل نوع من أنواع العملاء.

## الأستخدام
و تستخدم مخططات الفئة " Class Diagrams " تقريبا في جميع تصاميم برامج كائنية التوجه " Object Oriented Software ". وتستخدم لوصف فئات النظام " Classes Of The System " وعلاقاتهم مع بعضهم البعض.

## طريقة الرسم
مخططات الفئة هي واحد من أصعب مخططات لغة النمذجة الموحدة " UML " في الرسم. لرسم مخططات تفصيلية ومفيدة عليك ان تقوم بدراسة لغة النمذجة الموحدة " UML " ومبادئ كائنية التوجه " Object Oriented " لفترة طويلة. وبالتالي فإن هذه الصفحة تعطيك لمحة على مستوى عال جدا لهذه العملية. 
قبل الرسم مخطط الفئة " Class Diagram " يجب ان تأخد بعين الاعتبار وجهات النظر الثلاثة المختلفة للنظام التي سيقدمها المخطط منظور المفاهيمي " Conceptual " وهي منظور المواصفات " Specification " ومنظور التطبيق " Implementation ". وحاول عدم التركيز على منظور واحد. وحاول معرفة كيفية عملهم جميعا مع بعضهم البعض. 
عند تصميم الفئات خد بعين الاعتبار ما هم الصفات " Attributes " والعمليات " Operations " التي لديهم. ثم حاول تحديد حالات الفئات " Instances Of The Class " التي سوف تتفاعل مع بعضها البعض. وهذه هي الخطوات الأولى لكثير من الخطوات ستكون مخطط الفئة " Class Diagram ". ومع ذلك فقط باستخدام هذه التقنيات الأساسية يمكن لاي شخص ان يضع رؤية شاملة لمنظومة البرمجيات " Software System ".